# 公安警察
公安警察（こうあんけいさつ）とは、警察組織のうち、公共の安全を維持することを目的とする警察である。日本では、警視庁公安部や各道府県警察の警備部公安課・外事課などがこれに当たる。

## 日本の公安警察
日本における公安警察とは、特別高等警察の後継組織として始まった、警察庁と都道府県警察の公安部門を指す俗称で、正式には警備警察の一部門である。主に国家体制を脅かす事案に対応する。分かりやすい所で言えば、デモ会場にも必ず実働部隊（組織内では末端に位置する）が私服で張り込んでいると言われ、「面割り」と言って監視対象の顔も全て暗記した上で尾行している。制服を着用する刑事警察と違って、一般人と見分けられない事が多いが、全員が「Pチャンイヤホン」を付けているという共通項はある。調査に当たって必要であれば盗聴や盗撮などの違法行為も行うなど、手段を問わない側面もある。
国外的には外国政府による対日工作、国際テロリズムを対象とする。国内的には、極左暴力集団、朝鮮総連、日本共産党、社会主義協会、学生運動、市民活動、新宗教団体、右翼団体などを対象に捜査・情報収集を行い、法令違反があれば事件化して違反者を逮捕することもある。さらには、同僚の公安警察官、一般政党、中央省庁、自衛隊、大手メディア（全国紙・関東キー局・名阪準キー局）なども情報収集の対象になっているとされる。
警察庁警備局を頂点に、警視庁公安部・各道府県警察本部警備部・所轄警察署警備課で組織される。公安警察に関する予算は国庫支弁となっているので、都道府県警察の公安部門は警察庁の直接指揮下にある。
東京都を管轄する警視庁では警備部と別に公安部として特に独立しており、所属警察官約1100名を擁し、都内の所轄警察署警備課と合わせて2000人以上となり、日本の公安警察の中では最大の組織である。
全国の公安警察官の三分の一以上は、全て警察庁警備局警備企画課 情報第二担当理事官（「キャップ」または「裏理事官」と称される）が統括するゼロ（旧チヨダ）と呼ばれる、スパイの獲得や運営などの協力者獲得工作を取り仕切る極秘の中央指揮命令センターの指揮下にある。県警本部長、所属長でさえ、ゼロの任務やオペレーションを知らされていないとされる。これは、警察庁警備局などから発せられた特命事項を表の組織で行えば情報漏れのリスクを伴うので、ゼロが各都道府県の公安警察に直接指示を出したほうが表沙汰になる危険が少なく、話が早いからである。また、余計な指揮系統の人間に気を遣わなくて済むメリットもある。組織のコードネーム変更は、コードネームが世間に知られる度に行われているようで、ゼロという名称も既に使われなくなっていると噂されている。
戦前に発生した五・一五事件や二・二六事件で、警察官が合計6名殉職した過去があるため、警察は自衛隊によるクーデターを警戒しており、公安警察の自衛隊監視班（マル自）が、自衛隊内部の「右翼的な思想を持つ隊員」を監視しているとされる。そのため、終戦記念日の8月15日に靖国神社に訪れる自衛官は、マル自によって顔写真を撮られているという。また、自衛隊内部の機密情報が、自衛隊関係者や各国大使館の駐在武官などが頻繁に出入りする軍事情報誌などを刊行する出版社を経由して流出することが多いため、公安警察はこういった出版社に出入りしている要注意人物をリストアップして、行動を徹底的に監視しているという。自衛隊でも陸上幕僚監部運用支援・情報部別班や自衛隊情報保全隊などの諜報・防諜部隊を編成しており、隊員の思想調査だけでなく反自衛隊活動を行う民間人なども監視対象としている。
なお、法務省の外局である公安調査庁とは、源流は同じく旧内務省だが、別の組織である。公安調査庁は、公安警察に付与されているような逮捕権や強制捜査権限を有さず、あくまで情報収集による調査にとどまるのに対し、公安警察はそれに加えて、事後的な犯罪捜査も任務とする点で異なる。ただし、公安調査庁次長と、公安警察を統括する警察庁警備局長は、ともに国内の情報機関が集う合同情報会議の構成員であり、また法律により、公安調査庁と警察は協力関係にあるとされている（破壊活動防止法第29条）。

### 沿革
特別高等警察の流れを汲むとされる。
連合国軍最高司令官総司令部（GHQ/SCAP）が1945年10月4日に出した「人権指令」（SCAPIN-93、政治的、公民的及び宗教的自由に対する制限の除去の件（覚書））によって、特別高等警察が廃止されることになった（同年10月6日廃止）が、次田大三郎などの内務官僚は、一応は特高警察を廃止するが、反政府的な動静への「査察・内偵」を早急に建て直すためにも、特高警察に代わるべき組織は早急に作り上げるべきと考えており、その「代わるべき組織」として、1945年12月19日、内務省警保局に「公安課」を、警視庁および各道府県警察部に「警備課」を設置した。その後、1946年の2月から3月にかけて警視庁及び各道府県警察部の警備課は公安課に改称され、各警察署にも公安係が設置されていった。1946年8月、内務省警保局公安課は、公安第一課と公安第二課に分離し、公安第一課が「公安警察」の主力となった。その後の内務省の解体・廃止と旧警察法の制定後も、国家地方警察本部警備部警備課は五係から一八係に拡充される。1950年前後には公職追放されていた旧特高警察官の多くが公安警察に復帰し、特高警察での経験・ノウハウを活かしている。1954年の新警察法により、警察庁と都道府県警察による中央集権的な警察機構が整備されたが、それは公安警察の拡充・効率化をテコに進められた。

### 公安捜査
公安捜査は、事案の特殊性と保秘の観点から、公安警察官のみで行われる。通常は、対象団体の集会の視察や構成員を追尾して違法行為の有無を確認する視察作業が多い。構成員を饗応して協力者に仕立て上げ、情報を収集することもある。対象とする犯罪も特殊なだけに、事件発生後に捜査するのではなく、不審な対象を発見した場合は公共秩序を乱す行為を行っていなくとも捜査対象に置く場合がある。
公安警察官はたとえ他部門の警察官が同事案を扱っていたとしても、情報交換をせず、警察内部でも秘密主義的であるとされる。過去に警視庁では連続企業爆破事件、警察庁長官狙撃事件など大規模事案において、一つの特別捜査本部に公安部と刑事部双方が投入されたこともある。双方に情報が分散してしまい、十分な捜査情報が共有されなかったという。例えば、警察庁長官狙撃事件の際は、事件現場にいたとされるオウム真理教信者の警視庁警察官を、南千住警察署特別捜査本部に投入されていた公安部公安第一課が長期間の軟禁状態にし、事情聴取までしていたにもかかわらず、同じ特別捜査本部に投入されていた刑事部にその情報を一切公開しなかったことで捜査に支障が生じたこともあった。
基本的に捜査費用は非公開とされているため、予算の配分が妥当なのかどうか、判断することが難しい状態になっている。2010年には警視庁公安部公安第二課の巡査部長による経費詐取が発覚している。
また、菅生事件のように、非合法な手段による作業が表面化し、問題にされることもある。
公安警察の捜査の対象となっている団体の所属者を微罪逮捕したり、刑事・交通の管轄の事案に託けて、対象団体への家宅捜索などを行うことがある。逮捕された者には不起訴になるケースもあるが、公安警察の目的はむしろ逮捕を足がかりとした、事情聴取や押収資料からの情報収集・内情分析であるとされる（このような逮捕のあり方を別件逮捕という）。
捜査の段階で電話盗聴、盗撮を行う場合もあるとされ、人権侵害として訴えられる場合も多く、日本共産党幹部宅盗聴事件のように違法とされることもあった。1999年（平成11年）に通信傍受法が制定されるまではこの捜査方法の法的位置づけが曖昧だった。なお、公安警察内では、盗撮・盗聴はそれぞれ「秘撮」・「秘聴」と呼ばれる。

#### 批判
微罪逮捕、別件逮捕を利用した捜査や、プライバシーの観点から、捜査手法について批判されることがある。
批判されることがある捜査の例
- 立川反戦ビラ配布事件に代表される広報チラシのポスティングに係る市民団体や日本共産党関係者への検挙事案。社会保険事務所の係長が休暇中に「しんぶん赤旗広報版」をポスティングしていたとして国家公務員法違反で逮捕された事件（通称「堀越事件」）が控訴審無罪の黒星（その後検察は上告するも棄却）を付け、一方で警察庁長官狙撃事件が未解決・公訴時効成立となったことを新聞各社が批判している。2012年12月には三鷹市で、2012年東京都知事選挙における革新側候補を応援する法定ビラを団地内で配布していた運動員が住居侵入の件で逮捕されている。
- 2010年10月、警視庁公安部外事三課の捜査資料114件がインターネット上に流出し、600人以上のイスラム教徒に対してテロリスト予備軍としての疑いの目を向け個人情報を収拾していたことが分かり、情報管理、プライバシー侵害の観点から問題となった（警視庁国際テロ捜査情報流出事件）。

また、捜査対象となっている団体からの批判もある。
- 日本共産党は、「公党たるわが党を監視する事自体が憲法違反であり、不当極まりない」と非難・批判している[注 3]。
- 在日本朝鮮人総聯合会は、「総連は在外公民団体に過ぎず、家宅捜索は民族差別に等しい弾圧である」と非難している。

### 外事警察
旧ソ連関連国の政府による諜報活動、国際テロリズムを捜査するのは公安警察の外事課（外事警察）である。国外において日本の警察に法的な捜査権はないが、国際テロリズム捜査のためには国外での捜査も行う。同時に防衛省情報本部などと協力を行っている。

### 公安警察官
公安警察に所属している警察官は、公安警察官と呼ばれることが多い。公安警察官は、警務部、総務部所属の警察官と並んで、警察内部ではエリートとみなされている。
公安警察官は、マスクで顔を隠したり、部外者（他部門の警察官も含む）に本名や所属を名乗らないなど、自らの特徴を覚えられるのを避けている場合が一般的である。ただし、対象者の性質によっては、公安警察官であることを名乗って公式に接触することもある。
また公安警察官は、自身の活動を秘匿した上で対象者について行動確認する手法に長けているともいわれている。冷戦期に東京駐在を経験した欧米の情報機関の工作官は、日本の公安警察官による行動確認の手法は非常に高度であると評価している。

## 各国の公安警察一覧
日本
- 警察庁警備局
  - ゼロ (警察)

- 警視庁公安部
- 道府県警察本部警備部
  - 公安課
  - 外事課
  - 警察署警備課

 アメリカ合衆国
- 連邦捜査局
  - 国家保安部
2005年5月に創設。

 カナダ
- 王立カナダ騎馬警察

 オーストラリア
- オーストラリア情報局
- オーストラリア保安情報機構
- オーストラリア連邦警察

 フランス
- 国内治安総局

 ドイツ
- 連邦刑事局

 イタリア
- イタリア国家警察

 ロシア
- ロシア連邦保安庁

 イスラエル
- イスラエル公安庁
情報機関としてのイスラエル諜報特務庁（モサッド）とは別である。

 中国
- 中華人民共和国公安部
公安部そのものが日本で言う警察庁に相当する機関であり、政治犯に対して予防拘禁を行う権利がある。
- 中華人民共和国国家安全部
中華人民共和国の秘密警察。他省庁の指導、中華民国への工作など多くの権限を持つ。

 中華民国
- 国家安全局 (中華民国)
- 法務部調査局

 韓国
- 大韓民国国家情報院

 北朝鮮
- 国家保衛省